# Ch-20
Ch-20 (v kódu NATO AS-3 Kangaroo) byla sovětská letecká nadzvuková střela s plochou drahou letu vyzbrojená jadernou a později termojadernou hlavicí. Ve výzbroji byla v letech 1960–1991. Jejím nosičem byl strategický bombardér Tupolev Tu-95K. Nejprve bylo jejím určením zasazovat jaderné údery cílům na území USA, později měla být využita proti válečným lodím. Vyřazena byla na základě odzbrojovací dohody START I.

## Vznik a vývoj
Vývoj střely Ch-20 začal v roce 1954 pod označením Kometa K-20. Střela měla umožnit sovětským strategickým bombardérům Tupolev Tu-95K provádět jaderné údery z oblastí mimo dosah nepřátelské protivzdušné obrany. Vývojem střely byla pověřena Mikojanova konstrukční kancelář OKB-155. Vzhledem k tomu, že střela musela unést čtyřtunovou jadernou hlavici, měla podobu malého letounu s proudovým pohonem. Jeho koncepce byla ovlivněna experimentálním stíhacím letounem Mikojan-Gurevič I-7U. Vývojem naváděcího systému byla pověřena konstrukční kancelář KB-1. Prototyp střely Ch-20 byl testován v letech 1957–1958. Vojskové zkoušky byly dokončeny 1. listopadu 1959. Komplex K-20 byl oficiálně zařazen do výzbroje 9. září 1960.
Dva prototypy mateřského letounu Tu-95K vyrobil závod č. 18 v Kujbyševu. Tu-95K poprvé vzlétl 1. ledna 1956. Sériová výroba mateřských letounů v letech 1958–1962 dala celkem 48 kusů Tu-95K a tři cvičné Tu-95KU. Provoz komplexu Tu-95K/Ch-20 ukázal, že dolet letounu (hmotnost střely, zvýšený aerodynamický odpor) oproti jiným verzím poklesl na 2000 km. Proto byla vyvinuta verze Tu-95KD schopná doplňování paliva za letu. Vyrobeno bylo 23 nových Tu-95KD, přičemž na tuto verzi byly modernizovány i původní letouny.

## Konstrukce

Nákres střely Ch-20

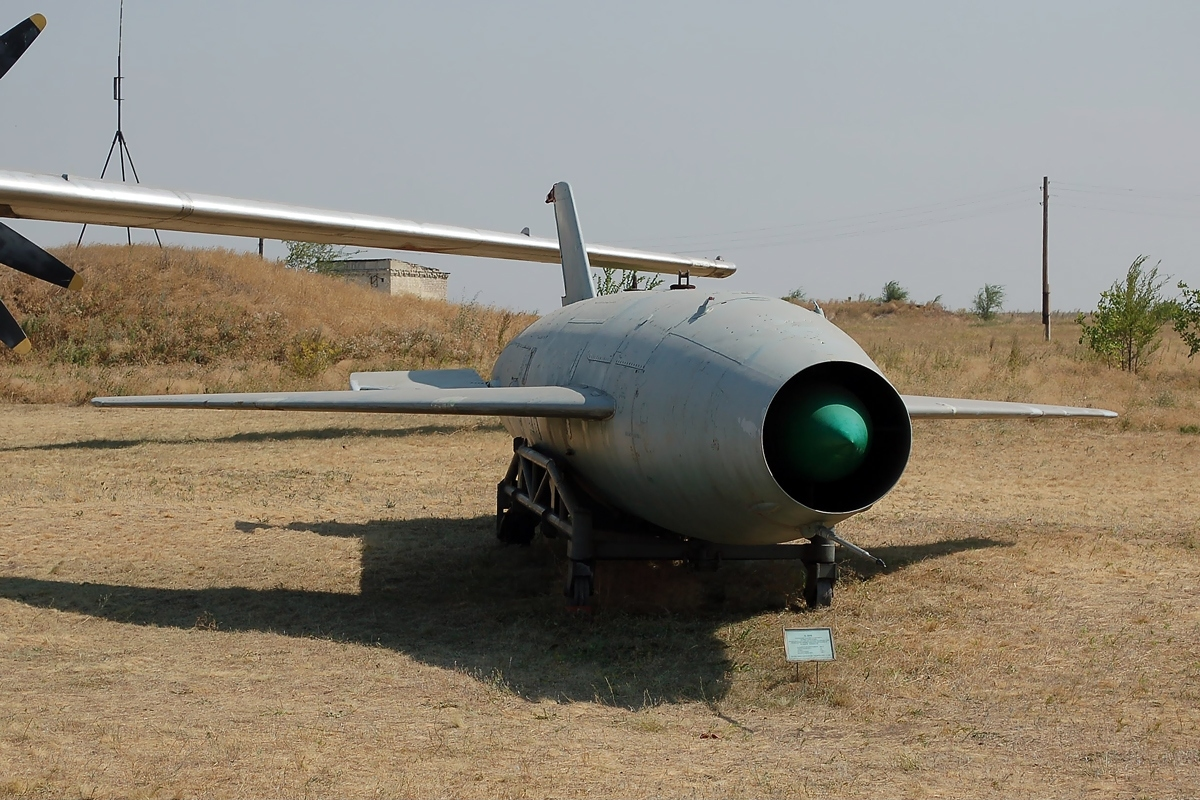
Střela v muzeální expozici

Střela měla šípová křídla o úhlu 55° a jednoduchou ocasní plochu. Neměla vztlakové klapky ani brzdicí štíty. Poháněl ji proudový motor Ljulka AL-7FK s tahem 60–70 kN. Nadzvukové vstupní ústrojí s centrálním kuželem bylo převzato z prototypu I-7U. Výzbroj střely představovala jaderná hlavice a později silnější termonukleární hlavice o síle až 3 Mt TNT. Alternativně mohla být nesena i hlavice konvenční.
Mateřský letoun Tu-95K nesl střelu Ch-20 polozapuštěnou pod trupem na speciálním závěsníku BD-206. Za letu ji chránil vysouvatelný aerodynamický kryt. Kvůli zvětšení doletu motor střely během spouštění odebíral palivo z nádrže na palubě mateřského letounu. Střela měla kombinovaný naváděcí systém pomocí autopilota. Při obvyklém nasazení byla střela vypuštěna 600 km od cíle a v první fázi letu byla naváděna pomocí autopilota. Když se cíl dostal do dosahu radiolokátoru JaD mateřského letounu Tu-95 (350–450 km), automatické radio-povelové řízení opravovalo trajektorii letu. Posledních 70 km pak střelu opět naváděl autopilot na zadané souřadnice. Ve chvíli zásahu cíle se mateřský letoun pohyboval ve vzdálenosti přibližně 250 km. Vypuštění probíhalo ve výšce 15 000 m a střela letěla rychlostí 1850 km/h ve výšce 20 000 m.

## Verze
- Ch-20 – Základní verze střely s jadernou hlavicí.
- Ch-20M – Modernizovaná verze s termonukleární hlavicí.

## Uživatelé
- Sovětský svaz

## Specifikace (Ch-20M)
Údaje dle

### Technické údaje
- Osádka: 0
- Rozpětí: 9,04 m
- Délka trupu: 14,96 m
- Výška: 3,015 m
- Nosná plocha:
- Hmotnost: 11 000 kg
- Vzletová hmotnost:
- Max. vzletová hmotnost:
- Pohonná jednotka: 1× proudový motor Ljulka AL-7FK
- Tah motoru: 60–70 kN

### Výkony
- Maximální rychlost: 1850 km/h
- Dolet: 350–800 km

### Výzbroj
- termonukleární hlavice do 3 Mt nebo konvenční o hmotnosti 2300 kg